# Kodiosoma eavesii
Kodiosoma eavesii là một loài bướm đêm thuộc phân họ Arctiinae, họ Erebidae.